# Тарба, Заур Саидович
Зау́р Саи́дович Та́рба (род. 14 мая 2003, Россия) — российский футболист, полузащитник новороссийского «Черноморца».

## Клубная карьера

### ЦСКА (Москва)
Сын футболиста Саида Тарбы. Воспитанник ЦСКА. Вместе с молодёжной командой дважды становился победителем молодёжного первенства: в сезоне 2020/21 и 2021/22. 4 марта 2021 года заключил первый контракт с «армейцами» до 2023 года. 15 мая 2022 года дебютировал за основную команду ЦСКА, выйдя в стартовом составе в гостевом матче чемпионата против «Краснодара» (0:1).

### «Алания»
18 августа 2022 года перешёл в «Аланию», подписав контракт на 3 года. 1 октября 2022 года дебютировал за владикавказскую команду в игре против «Шинника», заменив Хетага Хосонова в компенсированное время. 1 мая 2023 года в матче Первой лиги против тульского «Арсенала» (2:1) Тарба получил прямую красную карточку, которая стала первой в карьере полузащитника. 13 мая в матче Первой лиги против «Краснодара-2» (5:2) он забил дебютный гол за «Аланию». В феврале 2025 года Заур Тарба покинул «Аланию».

### «Черноморец»
20 февраля 2025 года Тарба перешёл в новороссийский «Черноморец», подписав контракт на 2,5 года. 1 марта 2025 года в матче Первой лиги против «Торпедо» (2:0) он дебютировал за новый клуб, выйдя на замену на 74-й минуте. 29 марта 2025 года в матче Первой лиги против «Алании» (1:1) Тарба отметился первым результативным действием за новороссийский клуб, отдав голевую передачу на Залимхана Юсупова.

## Статистика
| Выступление      | Выступление      | Выступление      | Чемпионат | Чемпионат | Кубки | Кубки | Итого | Итого |
| Клуб             | Лига             | Сезон            | Игры      | Голы      | Игры  | Голы  | Игры  | Голы  |
| ---------------- | ---------------- | ---------------- | --------- | --------- | ----- | ----- | ----- | ----- |
| ЦСКА (Москва)    | Премьер-лига     | 2021/22          | 1         | 0         | 0     | 0     | 1     | 0     |
| ЦСКА (Москва)    | Итого            | Итого            | 1         | 0         | 0     | 0     | 1     | 0     |
| Алания           | Первая лига      | 2022/23          | 12        | 1         | 3     | 0     | 15    | 1     |
| Алания           | Первая лига      | 2023/24          | 26        | 0         | 0     | 0     | 26    | 0     |
| Алания           | Первая лига      | 2024/25          | 16        | 0         | 2     | 0     | 18    | 0     |
| Алания           | Итого            | Итого            | 54        | 0         | 5     | 0     | 59    | 0     |
| Черноморец       | Первая лига      | 2024/25          | 10        | 0         | 0     | 0     | 10    | 0     |
| Черноморец       | Итого            | Итого            | 10        | 0         | 0     | 0     | 10    | 0     |
| Всего за карьеру | Всего за карьеру | Всего за карьеру | 65        | 1         | 5     | 0     | 70    | 1     |